# Acacia hypermeces
Acacia hypermeces là một loài thực vật có hoa trong họ Đậu. Loài này được A.S.George miêu tả khoa học đầu tiên.